# Voyager Golden Record

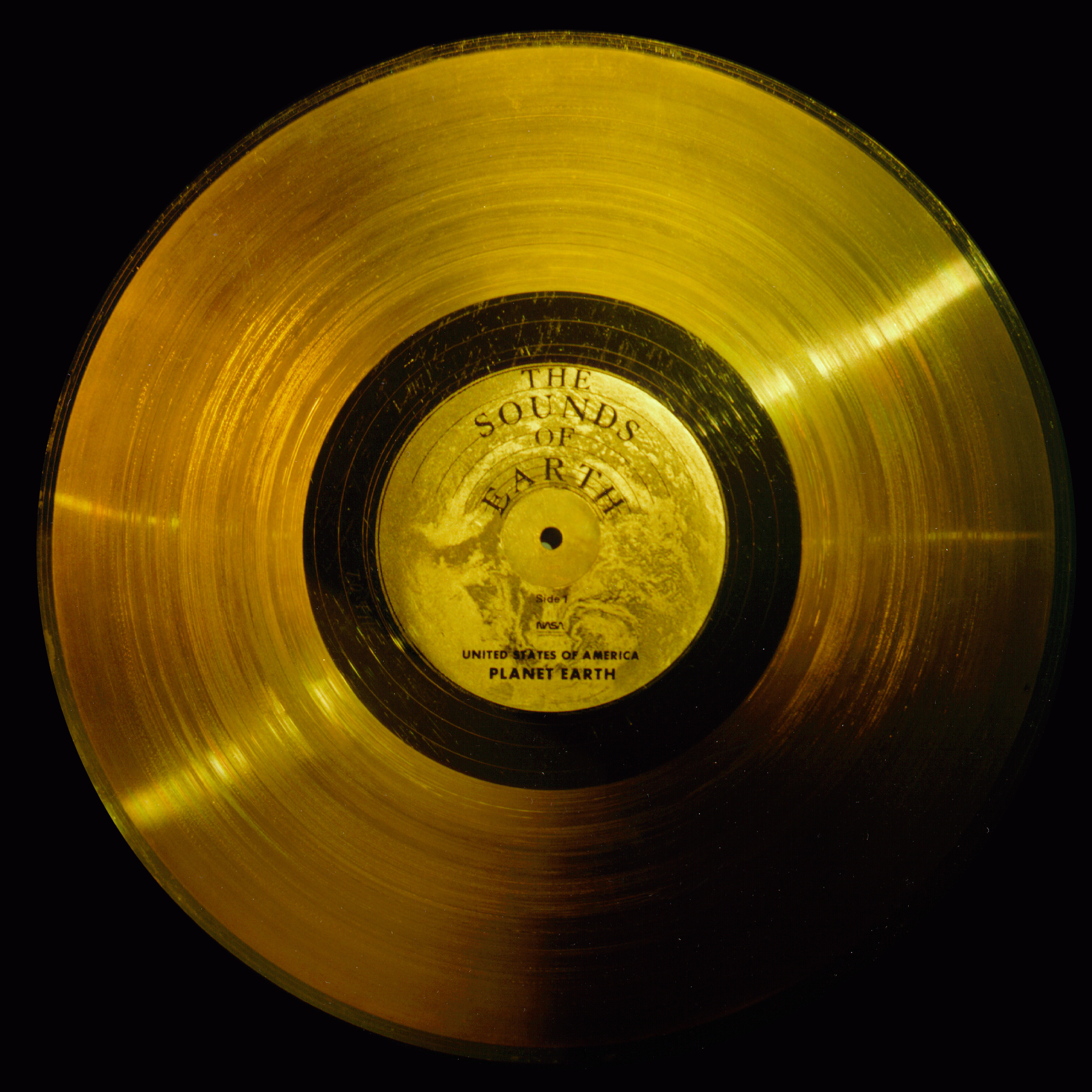
Voyager Golden Record

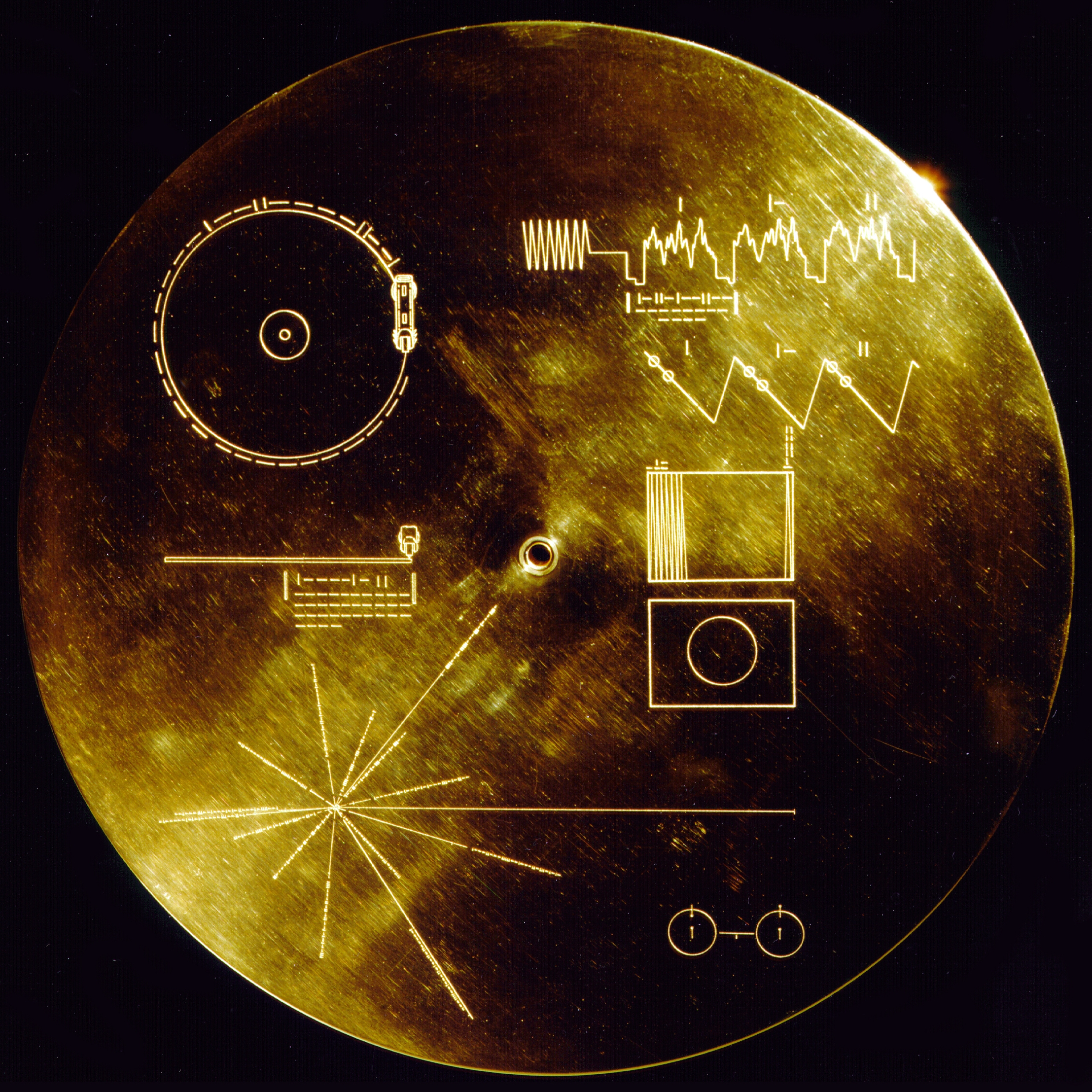
Hoes van de Voyager Golden Record

De Voyager Golden Record is een grammofoonopname, bijgevoegd bij de twee Voyager-ruimtesondes die gelanceerd werden in 1977. De platen bevatten geluiden en beelden die geselecteerd werden om de diversiteit van het leven en de cultuur op aarde zo goed mogelijk weer te geven. Ze zijn bedoeld als boodschap aan buitenaardse levensvormen.
De sondes waaraan de platen bevestigd zijn, zijn relatief klein en gezien de uitgestrektheid van de interstellaire ruimte is de kans dat de platen ooit gevonden zullen worden buitengewoon klein. Als ze door een buitenaardse soort gevonden zullen worden, zal dat zeer ver in de toekomst zijn. De levensduur van de platen is berekend op 1 miljard jaar. De opname wordt daarom vooral gezien als een boodschap, niet als een serieuze poging om te communiceren met buitenaardsen.
De Voyagers zijn niet gericht op een bepaalde ster, maar de Voyager 1 zal zich over 40 000 jaar in de nabijheid van de ster Gliese 445, in het sterrenbeeld Giraffe bevinden.

## Achtergrond
Het Voyager-ruimtevaartuig zal het derde en vierde menselijke kunstmatige voorwerp zijn dat uit het zonnestelsel ontsnapt. Pioneer 10 en 11, die in 1972 en 1973 gelanceerd werden gingen Voyager voor in het ontsnappen aan de zwaartekracht van de Zon. Beide dragen kleine metalen plaquettes met zich mee die dienen voor de identificatie van de tijd en plaats van herkomst (aarde rond de lancering) die andere ruimtevaarders (of wezens) kunnen helpen die de plaquettes vinden in de (verre) toekomst.
Met dit voorbeeld plaatste NASA een veelomvattender en beter bericht aan boord van Voyager 1 en 2: een soort van tijdcapsule, bedoeld om ons verhaal aan de buitenaardsen duidelijk te maken.

Dit is een geschenk van een kleine, afgelegen wereld, een teken van onze geluiden, onze wetenschap, ons beeld, onze muziek, onze gedachten en onze gevoelens. We proberen onze tijd te overleven zodat we in die van jullie voort kunnen leven.
— Voormalig President van de Verenigde Staten Jimmy Carter

## Inhoud
De inhoud van de opname werd voor NASA geselecteerd door een commissie voorgezeten door Carl Sagan van de Cornell Universiteit. Dr. Sagan en zijn medewerkers verzamelden 116 afbeeldingen en verscheidene natuurlijke geluiden, geluiden als wind, bliksem, dierlijke geluiden, inclusief liederen van vogels en walvissen. Daaraan voegden zij muzikale selecties van verschillende culturen en tijdperken, en gesproken begroetingen van aardbewoners in 55 talen, en afgedrukte berichten van President Jimmy Carter en Secretaris-Generaal Kurt Waldheim van de Verenigde Naties.
NASA had veel kritiek gekregen over de plaquette van de Pioneer, waarop een naakte man en vrouw stonden afgebeeld. NASA koos er daarom voor Sagan en zijn collega's geen toestemming te verlenen een foto van een naakte man en van een naakte zwangere vrouw op de opname te zetten. Daarentegen werd alleen een silhouet van het paar toegevoegd.
President Carters officiële verklaring die hij plaatste nadat het Voyager-ruimtevaartuig zijn reis buiten het zonnestelsel voortzette op 16 juni 1977: "Wij werpen dit bericht in de ruimte... Van de 200 miljard sterren in de Melkweg hebben sommige - misschien vele - bewoonde planeten of op de ruimte georiënteerde beschavingen. Als een van deze beschavingen de Voyager onderschept en de inhoud van de opnamen kan begrijpen is hier onze boodschap: "We proberen onze tijd te overleven zodat we in die van jullie voort kunnen leven. We hopen dat op een dag, de problemen die we ondervinden opgelost zijn, aan een gemeenschap van Galactische Beschavingen deel te kunnen nemen. Deze opname vertegenwoordigt onze hoop, vastbeslotenheid en goedwillendheid in een enorm en geweldig universum."
De 115 afbeeldingen zijn analoog opgeslagen. De rest van de opnamen is in audio. De opnamen bevatten gesproken begroetingen beginnend met Akkadisch, dat gesproken werd in Sumer zo'n 6000 jaar geleden, en het eindigt met Wu, een modern Chinees dialect.
De Nederlandstalige tekst die opgenomen is, is het volgende: Hartelijke groeten aan iedereen, ingesproken door Joan de Boer.
De volgende 55 talen zijn opgenomen:
| - Akkadisch - Arabisch - Aramees - Armeens - Bengaals - Birmaans - Duits - Engels - Frans - Grieks - Gujarati | - Hebreeuws - Hindi - Hettitisch - Hongaars - Ila (Zambia) - Indonesisch - Italiaans - Japans - Kannada - Kantonees - Koreaans | - Latijn - Luganda - Mandarijns Chinees - Marathi - Nederlands - Nepalees - Nguni - Nyanja - Oekraïens - Oriya - Perzisch | - Pools - Portugees - Punjabi - Quechua - Rajasthani - Roemeens - Russisch - Servo-Kroatisch - Singalees - Sotho - Spaans | - Sumerisch - Telugu - Thais - Tsjechisch - Turks - Urdu - Vietnamees - Welsh - Wu - Xiamen - Zweeds |

Hieropvolgend is een selectie van geluiden van de aarde. Ze bevatten een 90 minuten durend eclectische selectie van muziek uit verscheidene culturen. Deze selecties bevatten o.a.:
- Johann Sebastian Bach, Brandenburgs Concert No. 2 in F., Münchens Bach Orkest, Karl Richter, dirigent. 4:40
- Java, court gamelan, Kinds of Flowers, opgenomen door Robert E. Brown. 4:43
- Senegal, percussie, opgenomen door Charles Duvelle. 2:08
- Zaïre, Pygmees uitnodigingslied voor vrouwen, opgenomen door Colin Turnbull. 0:56
- Australië, liederen door Aboriginals, Morning Star en Devil Bird, opgenomen door Sandra LeBrun Holmes. 1:26
- Mexico, El Cascabel, uitgevoerd door Lorenzo Barcelata en de Mariachi México. 3:14
- Johnny B. Goode, geschreven en opgevoerd door Chuck Berry. 2:38
- Nieuw-Guinea, lied van de thuisblijvende mannen, opgenomen door Robert MacLennan. 1:20
- Japan, shakuhachi, Tsuru No Sugomori (Crane's Nest) uitgevoerd door Goro Yamaguchi. 4:51
- Bach, Gavotte en rondeaux van de Partita No. 3 in E  voor viool, uitgevoerd door Arthur Grumiaux. 2:55
- Wolfgang Amadeus Mozart, Die Zauberflöte, Koningin van de Nacht-aria, no. 14. Edda Moser, sopraan; Beierse Staatsopera, München, Wolfgang Sawallisch, dirigent. 2:55
- Georgische S.S.R., koor, Tsjakroelo, verzameld door Radio Moscow. 2:18
- Peru, panfluit en drum, verzameld door Casa de la Cultura, Lima. 0:52
- Melancholy Blues, uitgevoerd door Louis Armstrong and his Hot Seven. 3:05
- Azerbeidzjaanse S.S.R., doedelzakken, opgenomen door Radio Moscow. 2:30
- Igor Stravinsky, Le Sacre du printemps, Offerdans, Columbia Symphony Orchestra, Igor Stravinsky, dirigent. 4:35
- Bach, Wohltemperiertes Klavier, Boek 1, Prelude en fuga in C, No.1. Glenn Gould, piano. 4:48
- Beethoven, Vijfde Symfonie; Philharmonia Orchestra, Otto Klemperer, dirigent. 7:20
- Bulgarije, Izlel je Delyo Hagdutin, gezongen door Valya Balkanska. 4:59
- Navajo-indianen, Nachtlied, opgenomen door Willard Rhodes. 0:57
- Anthony Holborne, Paueans, Galliards, Almains and Other Short Aeirs, "The Fairie Round", opgevoerd door David Munrow en de Early Music Consort of London. 1:17
- Salomonseilanden, panfluiten, verzameld door de Solomon Islands Broadcasting Service. 1:12
- Peru, trouwlied, opgenomen door John Cohen. 0:38
- China, guqin, Flowing Streams, opgevoerd door Kuan P'ing-hu. 7:37
- India, raga Bhairavi, Jaat Kahan Ho, gezongen door Surshri Kesar Bai Kerkar. 3:30
- Dark Was the Night, Cold Was the Ground, geschreven en opgevoerd door Blind Willie Johnson. 3:15
- Beethoven, Strijkkwartet No. 13 in Bes, opus 130, Cavatina, uitgevoerd door het Budapest String Quartet. 6:37
- Mangkoenegara IV, Puspawarna, een compositie voor de Javaanse gamelan